# Rocha clástica

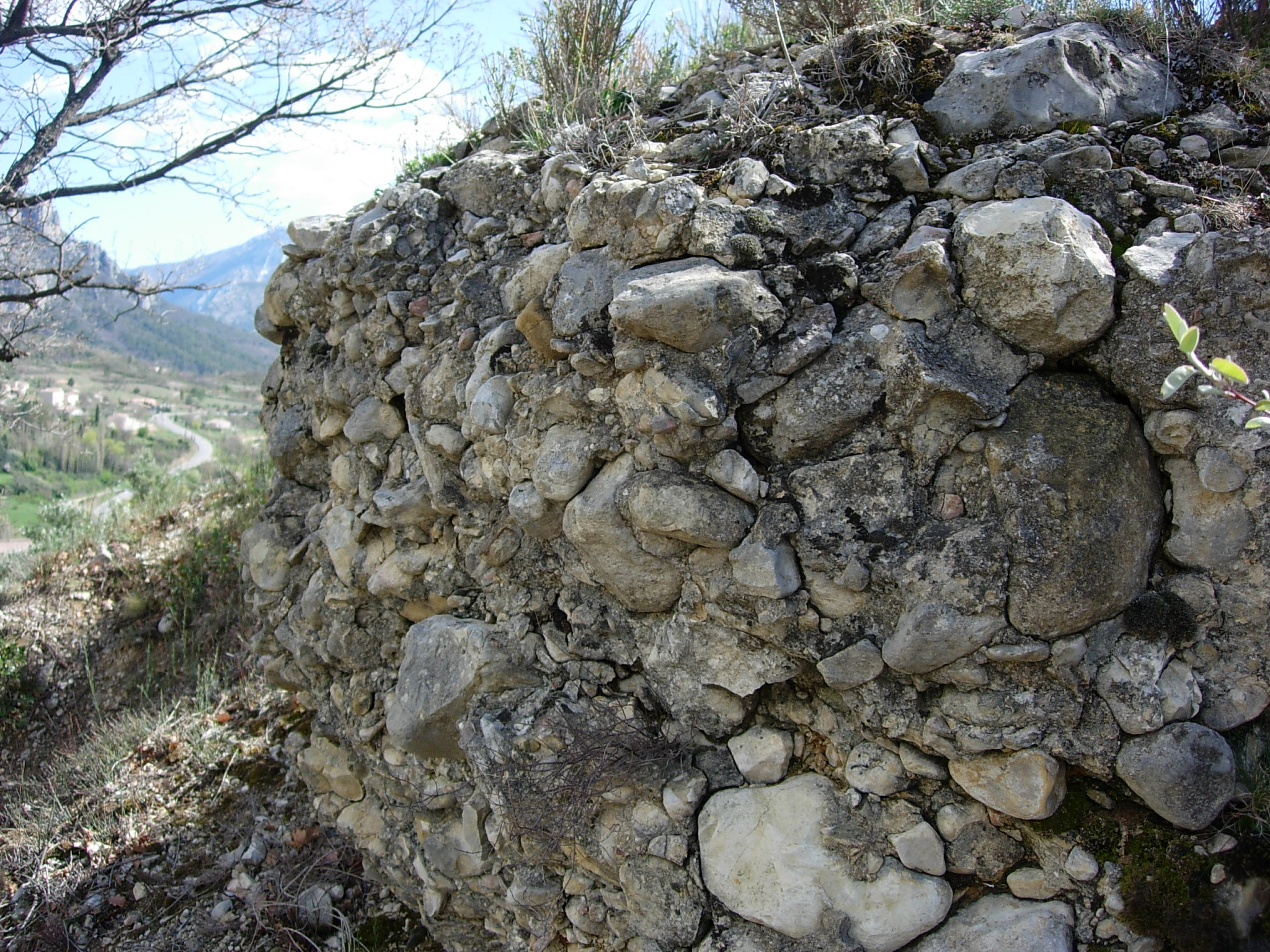
Conglomerado.

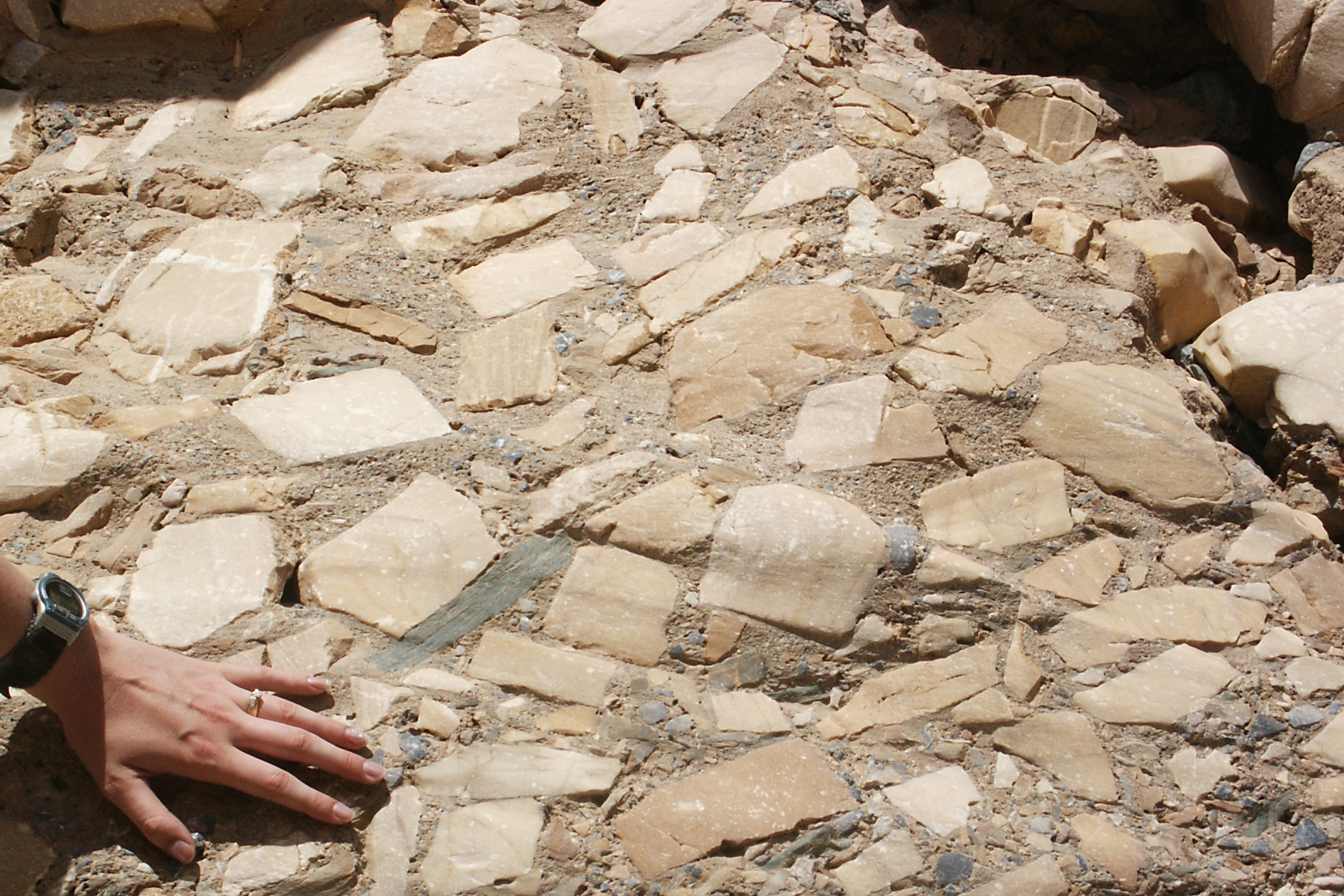
Brecha, com a natureza angular dos grandes clastos constituintes bem patente.

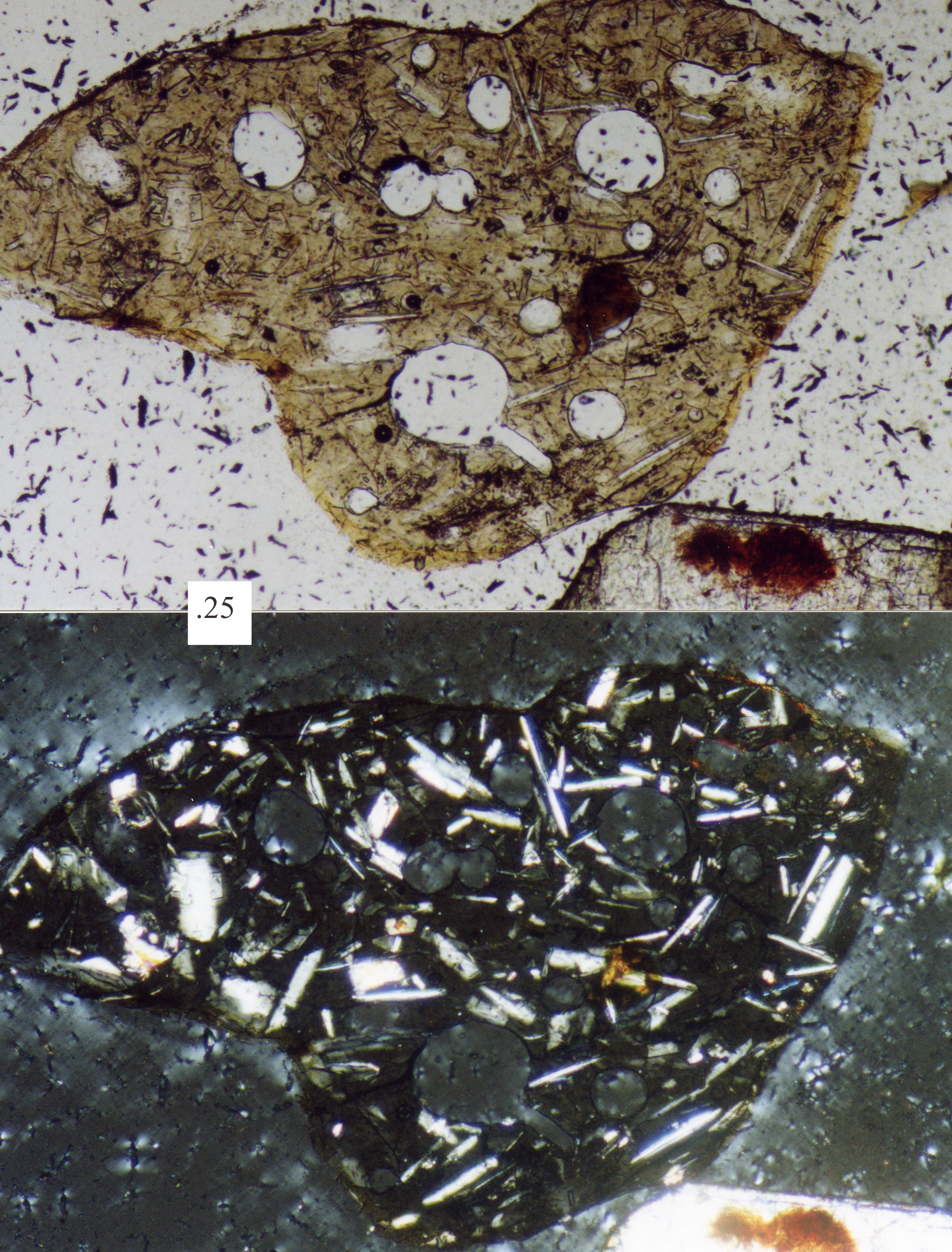
Lâmina fina de um clasto (grão de areia) derivado de uma escória basáltica, com vesículas (bolhas de gás) bem visíveis. Iluminação com o plano a partir superior, polarização cruzada inferior. A caixa de escala tem 0,25 mm.

Rocha clástica (do grego: κλάω kláo por κλαστός klastos: "clasto"; "quebrado"), por vezes rocha detrítica, é a designação dada em geologia às rochas compostas por clastos, detritos geológicos constituídos por fragmentos de minerais e rochas preexistentes acumulados por ação mecânica e consolidados em maior ou menor grau por diagénese. Quando a consolidação é inexistente ou muito ténue, é comum usar-se a expressão depósito clástico vez de rocha clástica. Neste contexto, um clasto é um fragmento removido de uma rocha por meteorização física, cuja dimensão pode variar do sub-microscópico até aos grandes calhaus. Em geologia, pedologia e geotecnia usam-se os termos clasto e clástico no contexto da descrição das rochas sedimentares e dos solos, do vulcanismo e do transporte de sedimentos.

## Descrição
O termo «clástico», ou «detrítico», é empregue nas ciências da terra para descrever processos sedimentares e de transporte, aplicando-se tanto para referir as rochas sedimentares formadas como as partículas que as constituem. Os mesmos termos são utilizados no contexto do transporte de sedimentos, nomeadamente na descrição do caudal sólido em suspensão e da carga de fundo de cursos de água, e da descrição dos processos de formação de depósitos de sedimentos.
A origem dos clastos pode radicar-se numa multiplicidade de processos físico-químicos, os quais apenas apresentam em comum a capacidade de provocar a desagregação mecânica das rochas e dos minerais, gerando fragmentos que podem ser posteriormente transportados e reincorporados em novas rochas. Entre os processos clastogénicos destacam-se a erosão e a meteorização, que ao provocarem a degradação generalizada das rochas expostas, favorecem a sua desagregação e a produção dos clastos, e os processos tectónicos de deformação crustal (cataclásticos) que por compressão ou descompressão geram rochas clásticas como sejam as brechas de falha e as múltiplas rochas e minerais que lhe estão associados. Embora com génese e enquadramento geológico totalmente diverso, os ambientes ígneos associados ao vulcanismo podem ser poderosas fontes clásticas, quer através dos mecanismos de ejecção produtores de piroclastos como as bagacinas e a pedra-pomes, quer através dos mecanismos de fragmentação mecânica e de transporte sedimentar associados aos mecanismos eruptivos, nomeadamente os lahars e os grandes movimentos de vertente. Embora nos ambientes vulcânicos os processos de fragmentação, transporte e consolidação sejam ditados por forças mecânicas que não são as habituais nos processos comuns de erosão e meteorização, ainda assim as rochas e depósitos produzidos podem geralmente ser considerados como sedimentares, embora obviamente com a especificidade que resulta do vulcanismo subjacente.
Dada a grande diversidade dos ambientes e mecanismos de formação, e a diversidade dos materiais protolíticos originários, a classificação das rochas clásticas apresenta uma grande variedade que devem ser tidos em conta. Mesmo quando cuidadosamente feita, estas classificações nem sempre são consensuais. Para além disso subsiste a dificuldade de determinar quando o processo de transformativo é suficientemente profundo para considerar-se metamórfico, já que as condições de fronteira entre rocha sedimentar e rocha metamórfica nem sempre são claras e inequívocas.
Há também que assinalar a existência de rochas sedimentares mistas formadas pela mistura de componentes detríticos com componentes de outras origens. Exemplos dessas rochas sedimentares mistas são as margas, onde os clastos são incorporados numa matriz originada pela precipitação química dos carbonatos, e os xistos betuminosos, onde os clastos são revestidos por uma componente orgânica composta essencialmente por hidrocarbonetos.

## Tipos de rochas clásticas

Esquema utilizado na avaliação do rolamento e da esfericidade dos clastos.

As rochas clásticas sedimentares, sensu stricto, são compostas predominantemente por fragmentos de rochas mais antigas desagregadas pelos processos de meteorização e erosão e transportados graviticamente para depósitos de geometria e dimensão muito variáveis.
Tendo em conta a sua origem e composição, as rochas clásticas sedimentares (epiclásticas) são em geral classificadas com base nas características físicas, composição e distribuição do tamanho dos clastos que as constituem e na composição e textura do cimento matricial que eventualmente esteja presente.
As classificações mais comuns utilizadas são as que assentam na granulometria dos clastos, em geral utilizando a composição petrológica dos clastos e a composição e textura da matriz como elementos diferenciadores. A utilização destes factores de classificação é frequentemente útil na determinação do ambiente de deposição.
Nas classificações mais comuns, o tamanho dos clastos determina o nome de base a aplicar a cada tipo de rocha sedimentar clástica. Como a granulometria varia desde as argilas microscópicas até aos grandes blocos rochosos, a ordenação é em geral feita de acordo com escalas de dimensão das partículas capazes de acomodar essa variabilidade, sendo uma das mais comuns a escala phi (φ) de Krumbein que ordena numericamente a granulometria numa escala logarítmica.
A utilização das classificações granulométricas por sua vez conduz a uma nomenclatura das rochas clásticas assente na dimensão dos clastos: as argilas dão origem a argilitos e xistos; os siltes originam siltitos; as areias originam arenitos; e os cascalhos, seixos, calhaus e pedregulhos originam conglomerados e brechas.
Complementarmente à classificação baseada na granulometria dos clastos é utilizada uma classificação baseada na composição dominante e génese dos clastos, sendo comum a seguinte subdivisão:
- Ambientes sedimentares
  - Rochas siliciclásticas — as rochas sedimentares clásticas predominantemente constituídas por materiais silicatados. Este grupo constitui a grande maioria das rochas clásticas sedimentares;
  - Rochas carbonáticas clásticas — as rochas clásticas predominantemente constituídas por carbonatos;
  - Brechas sedimentares — rochas sedimentares detríticas compostas por clastos angulares a subangulares, com orientação aleatória, produzidas por avalanches e outros movimentos de massa em meio aquoso ou sub-aéreo, incluindo os depósitos de colúvio;
  - Rochas bioclásticas — rochas sedimentares contendo restos de seres vivos, mais ou menos fossilizados, incorporados numa matriz mineral;
- Ambientes não sedimentares
  - Piroclastos — rochas clásticas produzidas pela ejecção de fragmentos rochosos durante uma erupção vulcânica;
  - Rochas clásticas hidrotermais — rochas clásticas resultantes da actividade hidrotermal e da fracturação hidráulica das rochas;
  - Brechas de impacto — formadas em em torno de crateras de impacto produzidas por colisões com corpos celestes.

Outra forma habitual de classificar as rochas sedimentares clásticas é pelo tamanho dos fragmentos que as compõem. Para esse efeito os fragmentos são ordenados segundo uma escala adequada, sendo em geral utilizada a escala Udden-Wentworth ou escala numérica phi de Krumbein, sendo em geral considerados três grupos: 
- Rochas psefíticas — rochas onde predominam clastos com mais de 2 mm de diâmetro, ou seja fragmentos do tamanho de seixos ou maiores;
- Rochas psamíticas — compostas maioritariamente por fragmentos entre 2 mm e 0,062 mm de diâmetro, ou seja grãos de areia;
- Rochas pelíticas — com fragmentos menores de 0,062 mm, ou seja do tamanho do limo ou da argila (neste caso, partículas menores de 0,0039 mm).

No contexto das rochas clásticas, o termo lodo é utilizado para designar as misturas de partículas de argila e limo que criam sedimentos agregados. Os termos pelito, vasalito, lodolito e lutito são utilizados para designar as rochas compostas por partículas com as dimensões de limo e argila.

#### Rochas psefíticas: conglomerados e brechas
Conglomerados e brechas (ou rochas psefíticas) são rochas de grão grosso, compostas predominantemente por clastos do tamanho de seixos ou maiores, normalmente unidos por uma matriz de grão mais fino. O depósito das rochas psefíticas ocorre em ambientes dominados por águas torrenciais ou pela acção de glaciares, já que outros tipos de agentes de transporte não possuem a energia suficiente para o transporte de grandes fragmentos do tamanho dos clastos que constituem este tipo de rochas.
Estas rochas são em geral subdivididas dois grupos: (1) os conglomerados, e (2) as brechas. A característica principal que diferencia estes grupos é o grau de rolamento, o qual determina a forma dos clastos do tamanho de seixos. Quando são clastos arredondados, a rocha é considerada um conglomerado; quando são fragmentos angulosos, a rocha é considerada uma brecha. Apesar desta distinção, o termo «conglomerado» aparece com alguma frequência aplicado a ambos os tipos de rocha.
Os conglomerados são comuns nas sucessões estratigráficas da maioria, se não de todas as idades geológicas, mas só representam cerca de 1%, ou menos, em peso da massa de rocha sedimentar total. Do ponto de vista da origem e dos mecanismos de deposição, os conglomerados e brechas são similares aos arenitos. Como resultado, as duas categorias contêm com frequências as mesmas estruturas sedimentares.

#### Rochas psamíticas: arenitos

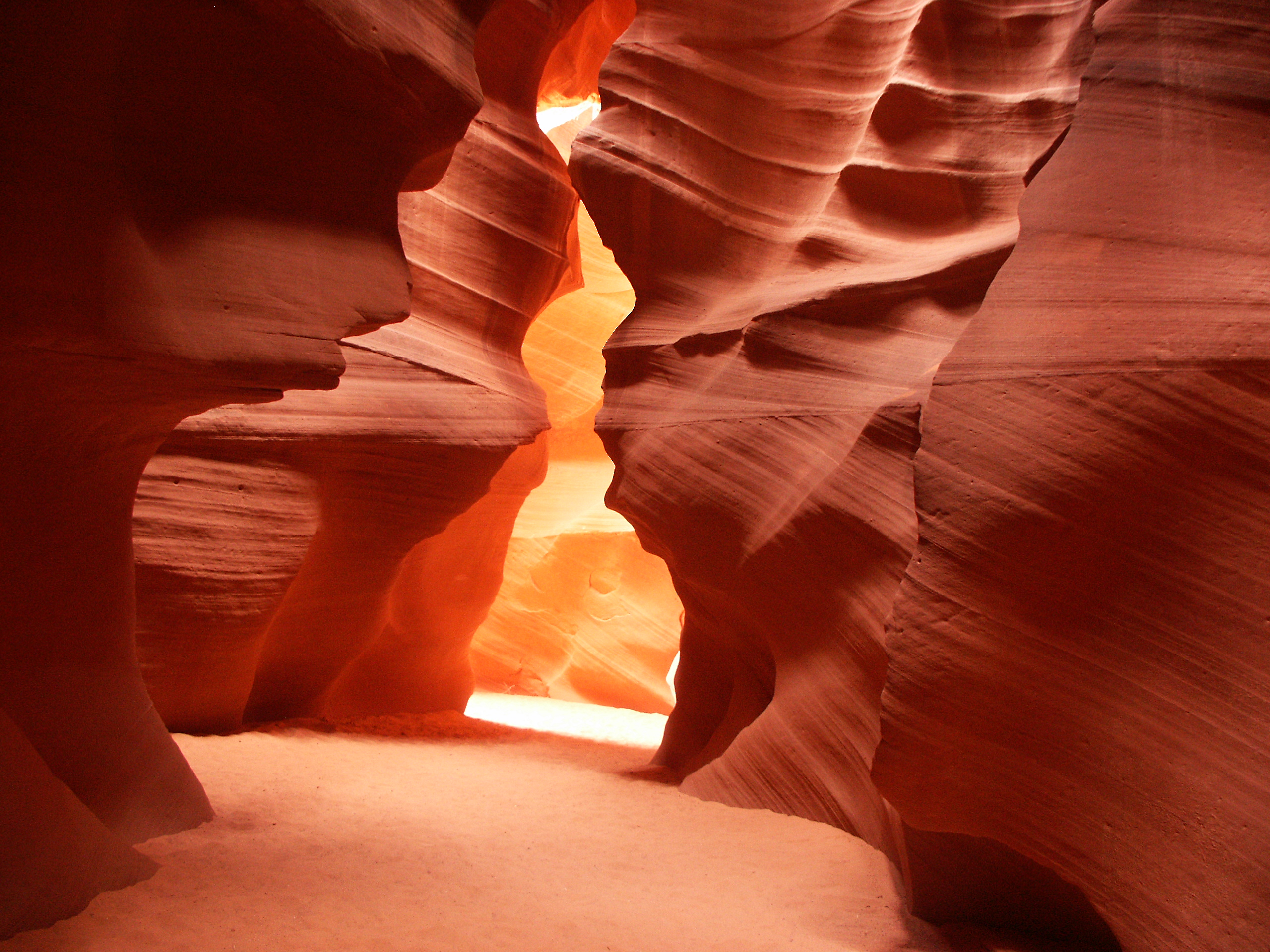
Arenito de Lower Antelope Canyon.

Os arenitos (ou psamitos), são rochas de grão mediano, compostas por fragmentos arredondados ou angulares do tamanho de grãos de areia, que com frequência, mas nem sempre, apresentam um cimento matricial que os une entre si.
Se o material constituinte, tanto nos grãos como no cimento matricial, é suficientemente rico em carbonato de cálcio para produzir uma reacção química clara com o ácido clorídrico a frio, a rocha recebe a designação de calcarenito. Nos restantes casos, estas rochas são subdivididas em arenitos e grauvaques, consoante a proporção de partículas menores de 50 micrómetros (a matriz ou cimento matricial) seja inferior ou superior a 15% do volume global da rocha.
Estas partículas do tamanho de areia são em geral minerais de quartzo, mas existem algumas categorias comuns e uma ampla variedade de sistemas nomenclaturais que se utilizam para classificar os arenitos com base na composição petrológica dos grão e do cimento matricial. Os sistemas de classificação variam amplamente, mas a maioria dos geólogos adoptou o sistema de Dott, que utiliza a abundância relativa de quartzo, de feldspato e de grãos líticos em comparação com a abundância do material matricial que ocorre entre estes grãos maiores, ou seja a relação entre material clástico e material matricial.

#### Rochas pelíticas: lodolitos e argilitos

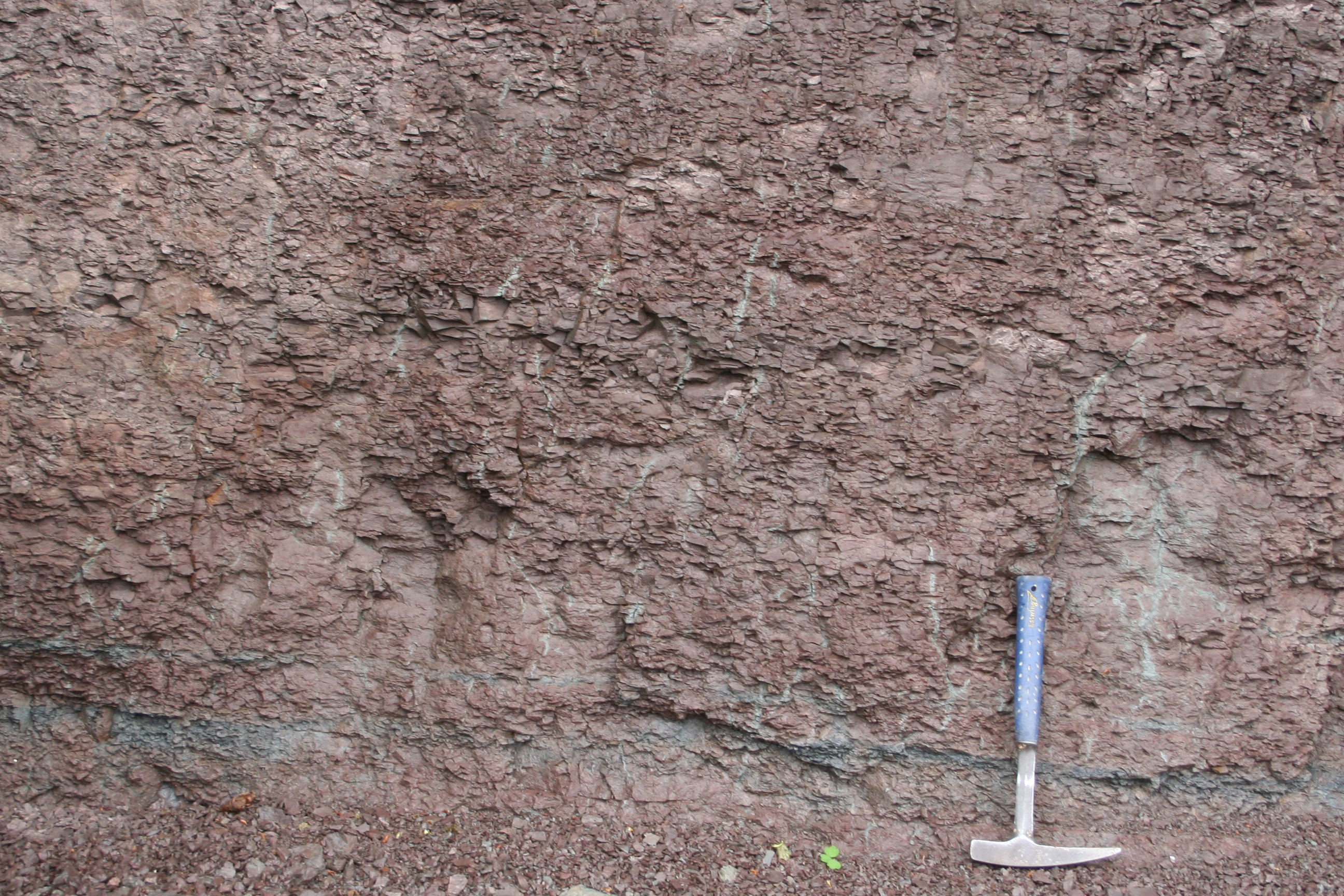
Lodolito rosado.

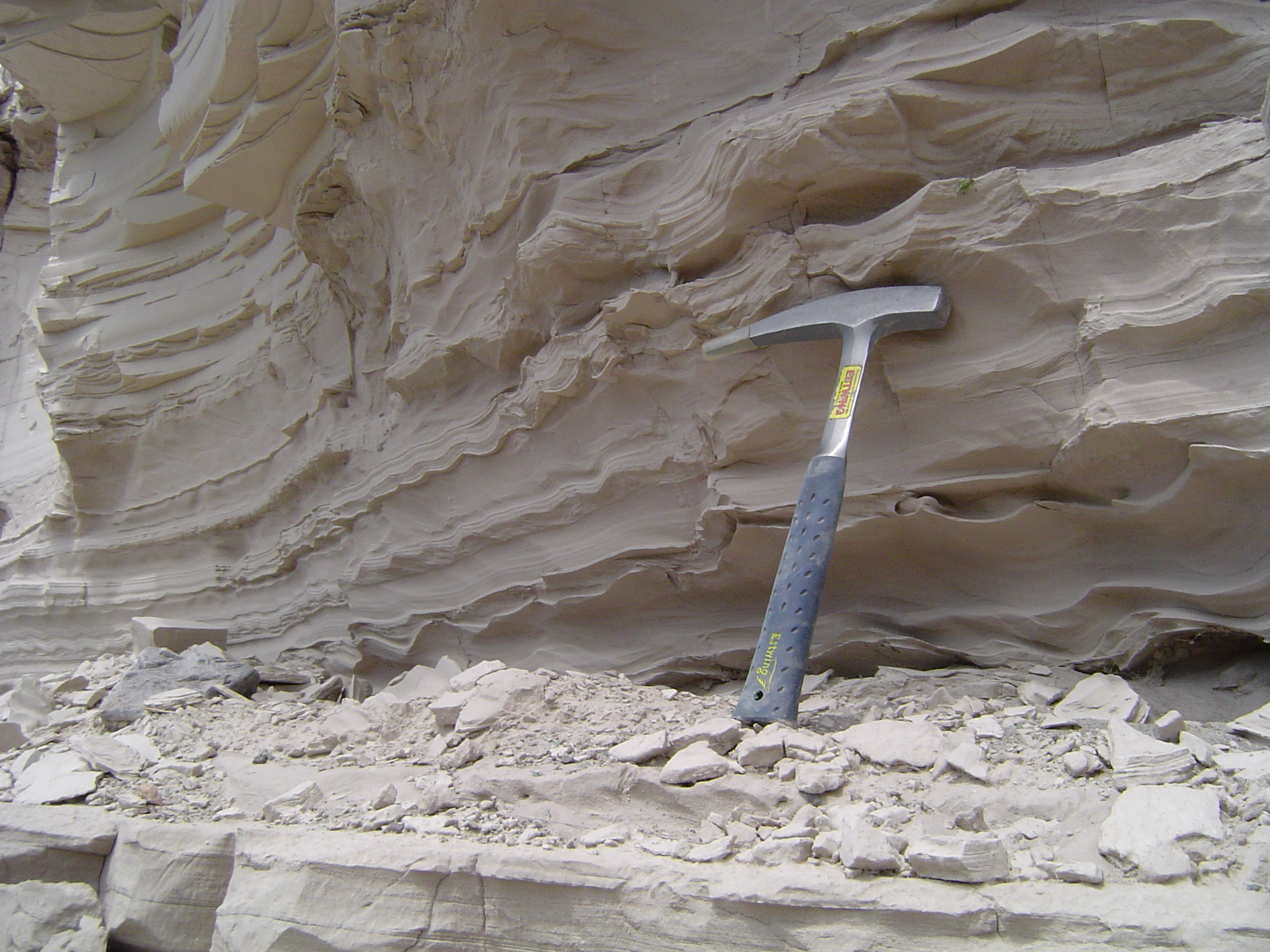
Argilito de Montana.

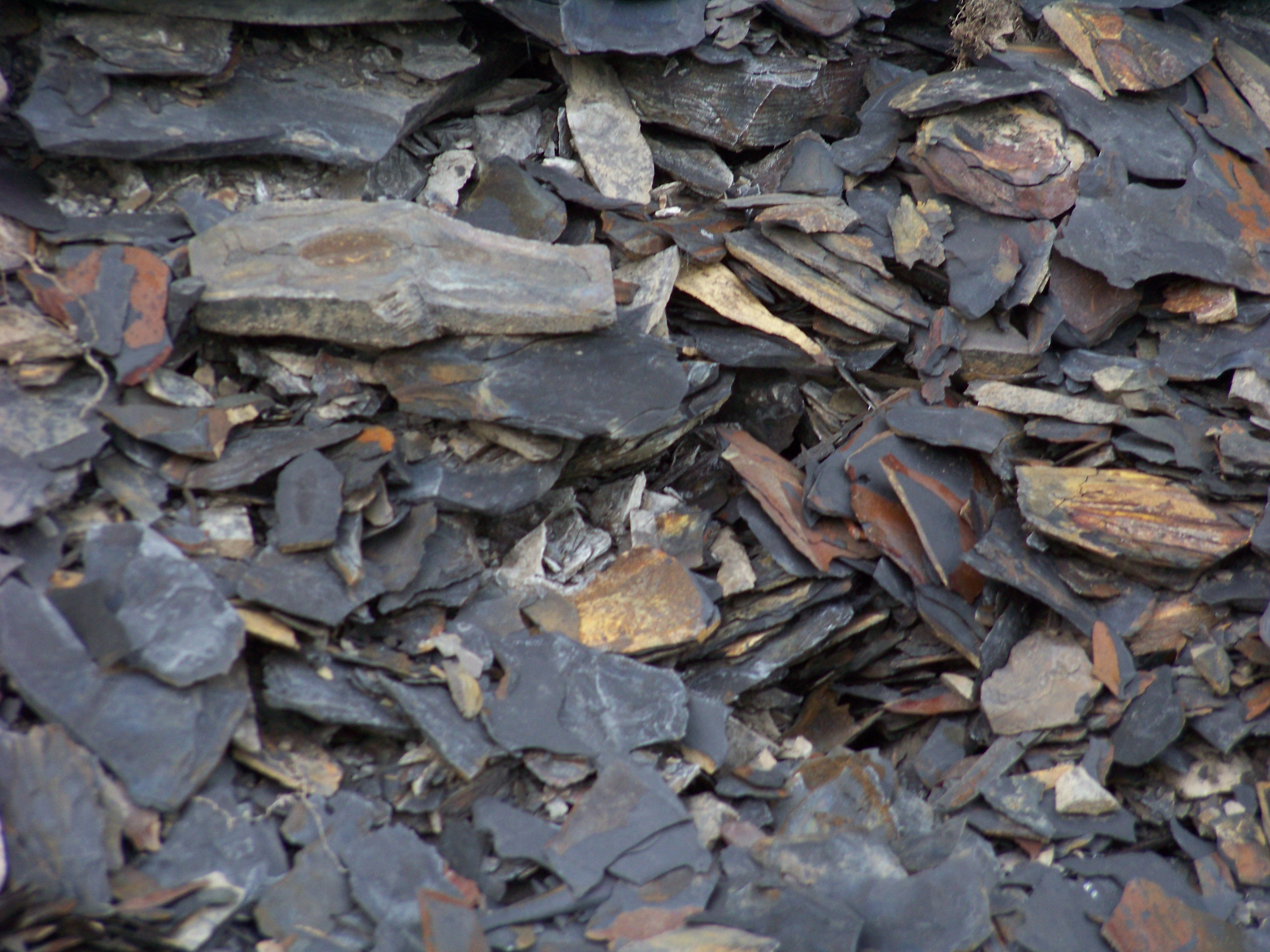
Ardósia negra do tipo lutítico.

As rochas clásticas formadas por grão muito finos são em geral designadas por rochas pelíticas (raramente pelitos), sendo que nestas rochas as partículas com dimensões de limo e de argila representam pelo menos 50% do material que as compõe. A rochas pelíticas originam-se em ambientes sedimentares aquosos com um nível de energia muito baixo, ou são o resultado do transporte pelos ventos, sendo neste caso em geral denominadas como loess.
Existem vários esquemas de classificação, mas a maioria está baseada no tamanho do grão dos constituintes principais. Quando pouco consolidados são em geral designados por lutitos, sendo em geral constituídos por uma mistura de partículas de limo e argila, ou seja de lodos mais ou menos litificados. Quando mais consolidados, em geral apresentando traços de algum metamorfismo, são designados por ardósias argilosas.
Outro esquema nomenclatural de utilização generalizada classifica os lutitos compostas principalmente por partículas de limo como limolitos e aqueles em que as partículas de argila predominam como argilitos.
Existe alguma ambiguidade na tradução do termo inglês «shale» para a nomenclatura petrológica portuguesa, já que a tradução mais comum, e que corresponde na maioria dos casos à acepção mais frequente, conduz a «xisto», uma rocha considerada metamórfica. Ainda que em alguns casos seja difícil estabelecer uma fronteira clara entre rochas sedimentares e metamórficas, dada a gradação existente, a utilização da designação shale no contexto das rochas sedimentares, apesar de frequente, refere aqueles lutitos em que as argilas constituem a maioria do material litificado (e que podem melhor ser classificados como argilitos) dando-lhe o carácter laminado típico das ardósias. 

## Rochas clásticas sedimentares (epiclastos)

### Rochas siliciclásticas
As rochas sedimentares siliciclásticas constituem a grande maioria da rochas clásticas, tendo como composição materiais ricos em silício, na forma de quartzo ou de outros silicatos.
A composição destas rochas inclui os componentes químicos e mineralógicos do esqueleto (o material clástico) e os materiais cimentantes que constituem a sua matriz. Para efeitos de análise e classificação, os componentes podem ser divididos em quatro grandes categorias:
- Minerais principais — constituem o grosso da rocha, conferindo-lhe as suas características petrológicas essenciais. Podem ser categorizados em subdivisões com base na sua resistência à decomposição química: os que possuem grande resistência à decomposição são classificados como estáveis; os restantes são considerados menos estáveis ou instáveis. O mineral estável mais comum nas rochas sedimentares siliciclásticas é o quartzo,[6] o qual constitui aproximadamente 65% dos grãos que formam os arenitos e cerca de 30% do conteúdo mineral médio dos xistos. Entre os minerais menos estáveis presentes nestas rochas predominam os feldspatos, tanto os feldspatos potássicos como as plagioclases.[6] Apesar da sua abundância, os feldspatos são consideravelmente menos abundantes no esqueleto destas rochas do que o quartzo, constituindo apenas cerca de 15% dos grãos dos arenitos e menos de 5% em média dos minerais presentes nos xistos. Os minerais do grupo das argilas aparecem com abundância nos argilitos e outras rochas derivadas de lamas, nas quais podem chegar a constituir mais de 60% do conteúdo mineral, mas em geral encontram-se nas restantes rochas siliciclásticas em percentagens bem menores;[6]
- Minerais acessórios — são os minerais presentes na rocha, mas cuja presença não é directamente determinante para a sua classificação petrológica. São em geral minerais que ocorrem associados a outros mais abundantes e específicos, ocorrendo em situação subordinada à presença de um ou mais minerais principais. Estes minerais geralmente ocorrem em quantidades menores do que a do mineral principal a que estão associados, nomeadamente em relação ao quartzo e aos feldspatos. Entre estes minerais estão geralmente minerais pesados e de granulometria grosseira, como as micas (tanto a moscovite como a biotite);[6]
- Clastos (fragmentos de rocha) — os fragmentos de rocha são uma característica determinante nas rochas clástics, constituindo o respectivo «esqueleto». A percentagem da rocha que é constituída por fragmentos de rochas preexistentes varia da quase totalidade em alguns conglomerados e brechas até cerca de 10-15% nos arenitos. Os fragmentos geralmente compõem a maioria das partículas de tamanho de cascalho e superiores em conglomerados, mas contribuem apenas numa percentagem pequena para a composição dos lodolitos e outras rochas de granulometria muito fina. Embora às vezes os fragmentos tenham origem em rochas sedimentares, na origem também podem ser provenientes de rochas metamórficas ou ígneas;[6]
- Cimentos de origem química (material matricial) — os cimentos de origem química presentes na matriz das rochas clásticas variam em abundância, mas são mais abundantes nos arenitos e noutras rochas de granulometria fina. Os dois principais tipos de cimento são os silicatos e os carbonatos. A maioria dos cimentos siliciosos são compostos por quartzo, mas podem estar presentes sílex córneo, opala, feldspatos e zeólitos.[6]

Em resultado da presença dos diversos materiais que a compõem, a composição mineralógica de uma rocha siliciclástica é determinada pela composição química e mineralógica dos clastos e do material de cimentação (a matriz) que mantém os clastos juntos na rocha. Estas diferenças são mais patentes nos grãos dos arenitos, sendo que os arenitos ricos em quartzo são designados por arenitos quártzicos, os arenitos ricos em feldspato por arcoses e os ricos em fragmentos líticos por arenitos líticos. Se a presença de carbonato de cálcio é muito significativa são designados por calcarenitos.
Tendo em conta que as rochas sedimentares silicicásticas são compostas maioritariamente por fragmentos silicatados derivados da meteorização e erosão de rochas preexistentes ou do vulcanismo piroclástico, a distribuição granulométrica dos clastos é um importante factor na determinação da origem e das características físico-químicas destas rochas.
Tal como acontece com a generalidade das rochas clásticas, em função da granulometria predominante dos clastos as rochas siliciclásticas são em geral divididas nas seguintes categorias:
- Conglomerados e brechas — rochas onde predominam os clastos com mais de 2,0 mm de diâmetro. Neste grupo estão incluídas as rochas constituídas por seixos, calhaus e outros blocos de maiores dimensões.[6]
- Arenitos — rochas constituídas por partículas com diâmetro entre 0,062 e 2,0 mm, que quando cimentadas e litificadas formam rochas de grão fino;
- Pelitos, argilitos, lutitos e outras rochas de grão microscópico — são rochas que em geral foram depositadas a partir de lodos, sendo que neste contexto o termo designa uma mistura de partículas de silte, limo e argilas transportada pela água que é depositada para formar um agregado sedimentar. São consideradas como «argilas», aqui independentemente de serem filossilicatos ou outra qualquer substância, as partículas com diâmetro inferior a 0,0039 mm e silte as partículas com diâmetro entre 0,062 e 0,0039 mm.[6]

### Rochas carbonáticas clásticas

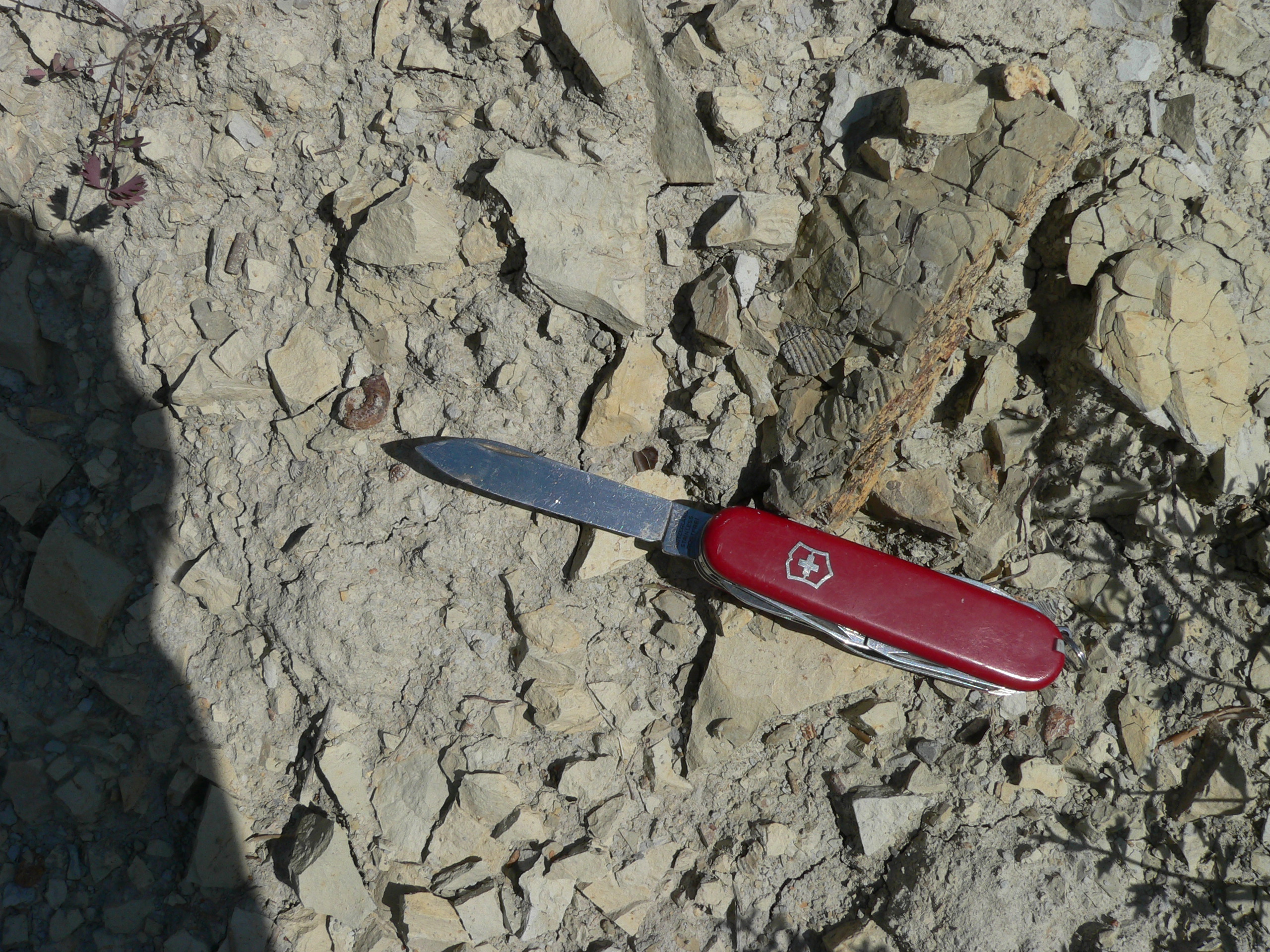
Marga, uma rocha clástica carbonática.

As rochas clásticas carbonáticas são um tipo de rocha sedimentar cuja composição primária é dominada pelos carbonatos. São em geral rochas detríticas formadas por fragmentos de calcário, tendo como material matricial predominantemente a calcite (CaCO3) ou a dolomite (CaMg(CO3)2), resultado da deposição química a partir de soluções aquosas sobressaturadas em carbonatos, mas com elevadas percentagens de argilas entre os clastos. As rochas clásticas carbonáticas mais comuns são as margas e os crés.

### Brechas sedimentares

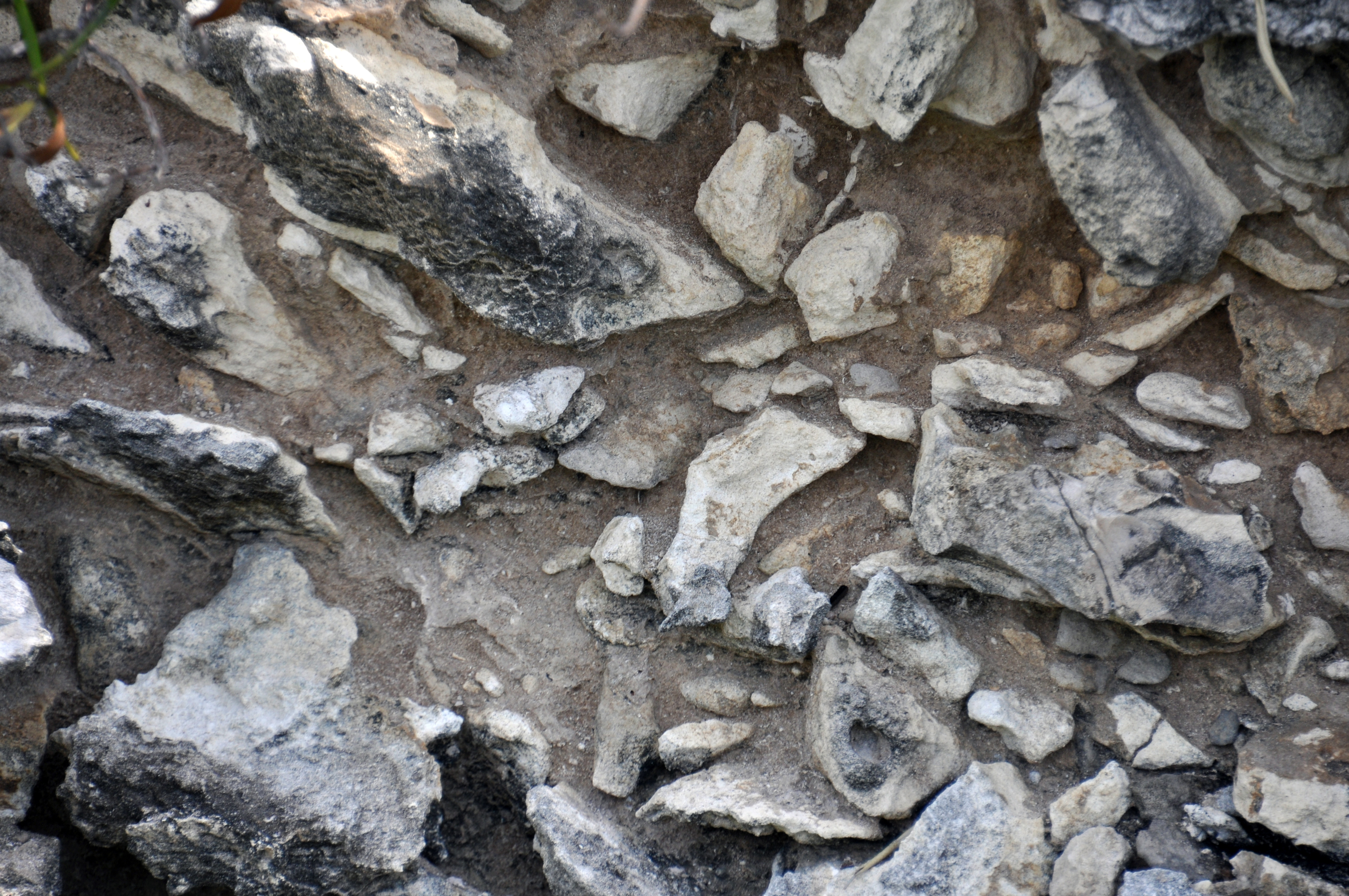
Brecha sedimentar (ilha San Salvador, Bahamas).

As brechas sedimentares são um tipo de rocha sedimentares clásticas compostas por clastos angulares a sub-angulares originados pela fragmentação mecânica de rochas sedimentares preexistentes. Os clastos encontram-se em geral dispostos em depósitos nos quais não é possível encontrar orientação espacial definida dos fragmentos, o que confere a estas rochas um aspecto caótico. Estas rochas tem origem:
- Em avalanches e outros movimentos de massa submarinos ou gerados no seio de outros meios subaquáticos lênticos, nomeadamente em ambientes lacustres e em troços de baixa energia de cursos de água profundos. Associados a estes depósitos ocorrem frequentemente turbiditos, uma forma de depósito periférico, de grão fino, em geral associada aos fluxos subaquáticos que produziram a brecha sedimentar;
- Na acumulação de material angular, constituído por clastos imaturos de pedras e cascalho, de dimensão muito desigual, incrustados numa massa basal de grão fino produzida por desgaste superficial dos clastos. Estes depósitos são, na essência, massas coluviais litificadas. Em consequência da acumulação de sedimentos (coluviais) este tipo de brechas geralmente forma-se na base de escarpas de falha e nas fossas tectónicas.

No campo, por vezes pode ser difícil distinguir entre uma brecha sedimentar de fluxo subaquático e uma brecha coluvial, sobretudo quando se trata de interpretação de carotes e outros materiais obtido por perfuração. As brechas sedimentares são uma rocha hóspede integral para muitos depósitos sedimentares exalativos.

### Rochas bioclásticas

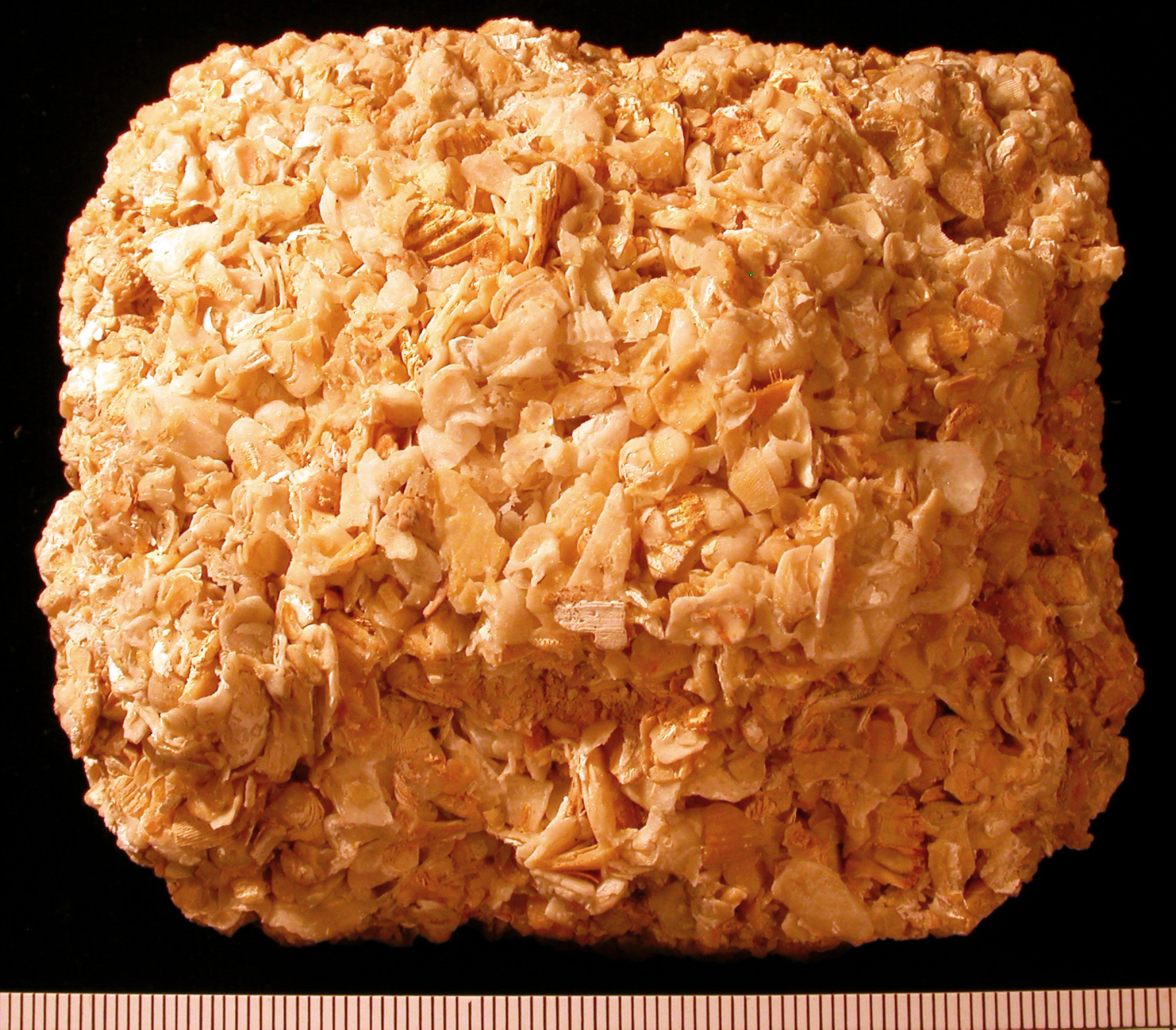
Coquina (Flórida), uma rocha bioclástica.

Consideram-se como rochas bioclásticas aquelas que incorporam clastos constituídos por restos de organismos vivos fossilizados ou de alguma forma preservados na estrutura da rocha. Entre as rochas bioclásticas mais comuns contam-se a coquina, formada pelo acúmulo de conchas de moluscos, e os calcários fossilíferos de textura bioclástica com presença de fósseis, como o lioz.
São frequentes as formações fossilíferas em que os restos biológicos constituem clastos que, nalguns casos, representam a maioria do volume da rocha, como é o caso nos diatomitos em que os restos planctónicos constituem a quase totalidade da fracção clástica.
Outras formas de rochas bioclásticas resultam da preservação de restos animais e vegetais em massas de hidrocarbonetos, nomeadamente em depósitos asfálticos e situações similares.

## Rochas clásticas de ambientes não sedimentares

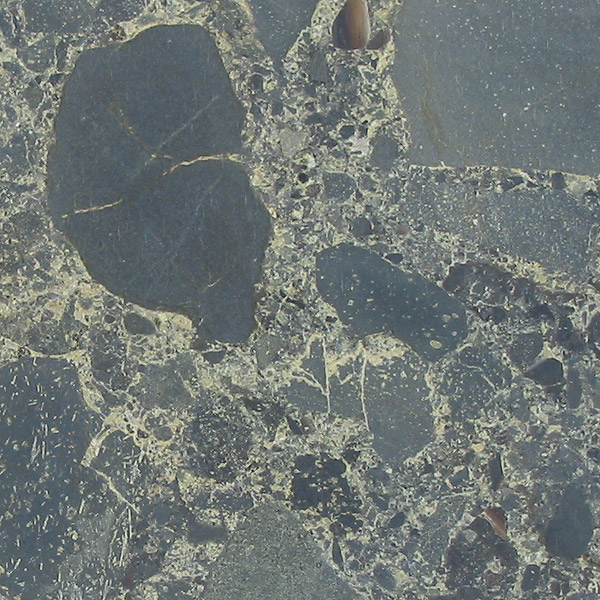
Brecha de composição basáltica (a matriz esverdeada é composta por epídoto).

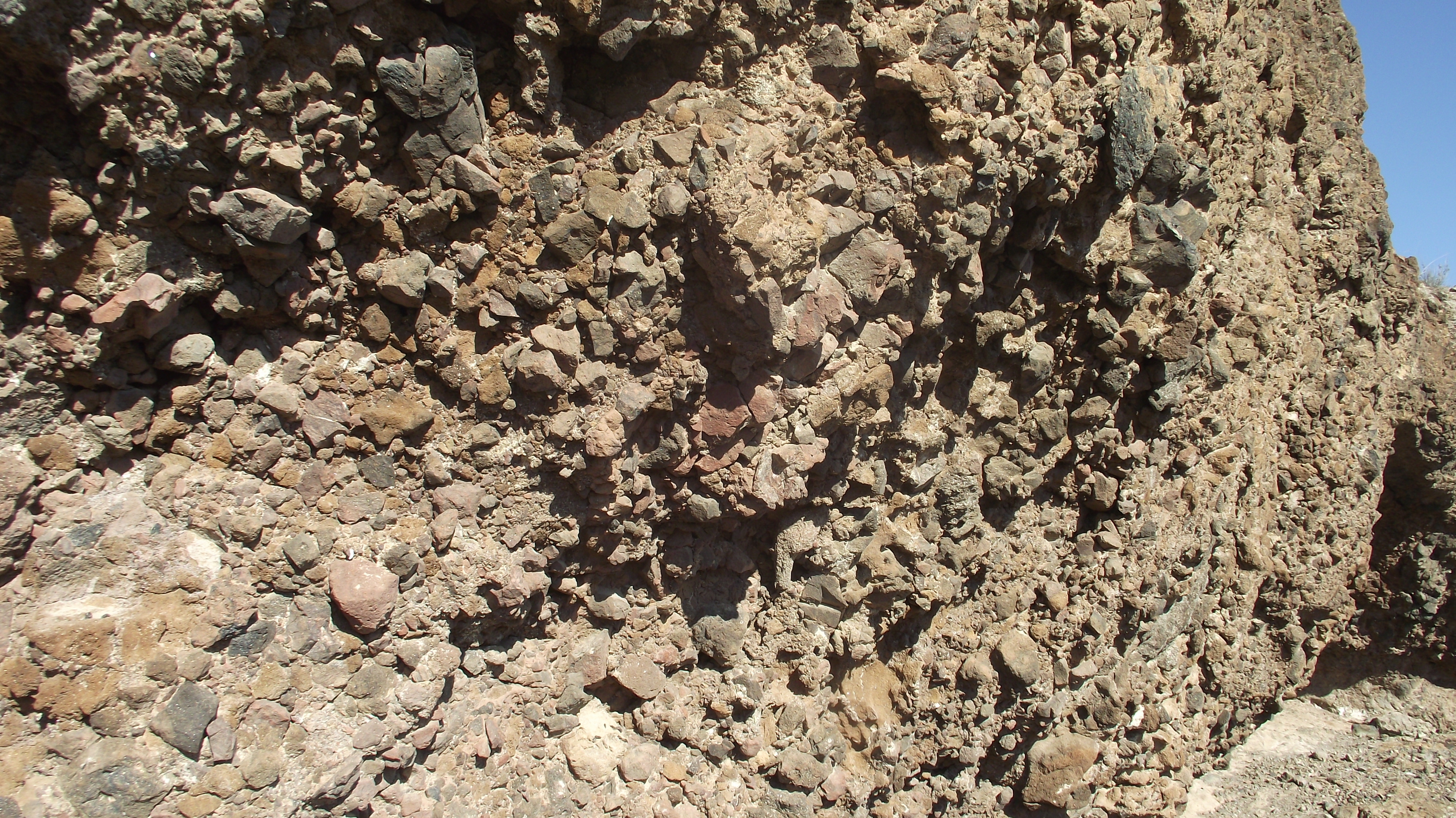
Detalhe de rocha piroclástica do Volcán Barqueros, Múrcia, Espanha.

### Piroclastos e outras rochas clásticas ígneas
As rochas clásticas com origem em ambiente ígneo inluiem rochas vulcânicas piroclásticas, entre as quais os tufos, aglomerados e brechas intrusivas, bem como rochas originadas de algumas morfologias intrusivas de carácter eutaxítico e taxítico.
As rochas clásticas ígneas têm como génese a ruptura mecânica de rochas por efeito do fluxo, injecção ou disrupção explosiva de rochas ígneas sólidas ou semi-sólidas ou de lavas e podem ser agupadas em duas classes:
- Rochas formadas por fragmentos (clastos) produzidos por processos intrusivos, geralmente associados com a formação de plutões ou estruturas porfíricas;
- Rochas formadas por fragmentos (clastos) gerados por erupções vulcânicas, tanto por lavas e como por eventos piroclásticos.

### Rochas clásticas metamórficas
As rochas metamórficas cataclásticas incluem as brechas formadas por acção mecânica em falhas geológicas, bem como alguns tipos de protomilonite e pseudotaquilite a elas associadas. Ocasionalmente, as rochas metamórficas podem ser breciadas por acção de fluidos hidrotermais, formando brechas de hidrofractura.

### Rochas clásticas hidrotermais
As rochas clásticas hidrotermais constituem um grupo restrito de rochas clásticas formadas quase na totalidade por hidrofractura, um processo no qual o fluido hidrotermal ao circular pelas fendas das rochas as vai desagregando por fracturação devido à pressão hidráulica e por alteração hidrotermal, ao mesmo tempo que vai preenchendo as fissuras com precipitados.
A presença de rochas hidrotermais clásticas é particularmente comum em depósitos de minérios de génese epitermal e ocorre geralmente associada a zonas de alteração em torno de massas de rochas intrusivas, especialmente de granitos.
Muitos dos depósitos de skarn (escarnito) e de greisen estão associados a brechas hidrotermais.

### Brechas de impacto
Embora seja uma forma rara de rocha clástica, as brechas de impacto formam-se durante um evento de impacto, nomeadamente durante o impacto de um meteorito. Estas brechas são compostas principalmente por material expulso durante a colisão, em especial clastos da rocha encaixante projectada pela colisão, fragmentos de rocha fundida, tectites (vidro ejectado da cratera de impacto) e fragmentos exóticos, incluindo fragmentos derivados do próprio impactador.
A identificação de uma rocha clástica como sendo uma brecha de impacto requer o reconhecimento da existência estruturas de impacto em cone, tectites, esferulites e, em especial, os traços morfológicos de uma cratera de impacto, para além de potencialmente ser identificada a presença de elementos químicos traço, especialmente de osmirídio.

## Litificação e diagénese das rochas clásticas
As rochas clásticas formam-se inicialmente como depósitos de sedimentos soltos como calhaus, seixos, areias e lodos. Após a deposição inicia-se um processo de litificação que lentamente converte os sedimentos soltos numa rocha mais ou menos consolidada, durante o qual os sedimentos sofrem mudanças físicas, químicas e mineralógicas antes de se converterem em rocha.
O processo primário físico durante a litificação é a compactação. Dado que em geral o transporte de sedimentos e a sua deposição continuam, novos materiais são acumulados sobre a parte superior das camadas anteriormente depositados, promovendo o seu progressivo enterramento. À medida que o processo continua, o peso dos sedimentos suprajacentes provoca o aumento da pressão sobre os clastos enterrados, ao mesmo tempo que a temperatura tende a subir em resultado do gradiente geotérmico local.
Este aumento da pressão e temperatura sobre os sedimentos clásticos soltos tem como efeito promover enchimentos dos vazios com partículas mais pequenas ou com materiais quimicamente precipitados a partir das águas percolantes. O efeito imediato deste processo é a redução da porosidade, redundando essencialmente na expulsão da água do sedimento. A porosidade mais fina reduz-se ainda mais pela precipitação dos minerais nos poros restantes, tendendo a criar uma estrutura crescentemente impermeável e cimentada.
A etapa final do processo de litificação é a diagénese pela cimentação e alterações da mineralogia que ocorrem durante a formação da estrutura matricial da rocha.

#### Cimentação
A cimentação é o processo diagenético secundário pelo qual os sedimentos clásticos são litificados, ou seja são consolidados em rochas duras e compactas.
Neste processo em geral predomina a deposição ou precipitação de minerais nos espaços entre os clastos individuais do sedimento. A cimentação pode ocorrer simultaneamente com a deposição ou em outro intervalo temporal, podendo mesmo ser um processo muito lento que ocorra apenas durante a diagénese.

#### Enterramento pouco profundo (eogénese)
As primeiras etapas do processo de diagénese, que ocorre a pequena profundidade e num ambiente ainda influenciado pelas condições à superfície, nomeadamente pela infiltração da água das chuvas, recebo o nome de «eogénese». Ocorre a profundidades que vão desde alguns metros até algumas dezenas de metros abaixo da superfície.
As alterações que ocorrem durante esta fase diagenética traduzem-se principalmente na reelaboração dos sedimentos pelo reacondicionamento e compactação dos clastos e a bioturbação, acompanhada por alterações  mineralógicas em maior ou menor grau. Devido à pouca profundidade, os sedimentos experimentam durante esta etapa apenas uma pequena compactação e reordenamento dos grãos. Os organismos vivos assumem em muitos casos um papel importante na remobilização dos sedimentos nas proximidades da interface de deposição ao escavar tocas, por pisoteio, ao mover os materiais para recolher matéria orgânica recoberta, ou, no caso dos lodos e solos, por ingestão de sedimentos por parte de organismos como as minhocas e outros anelídeos e uma grane variedade de moluscos nos ambientes sedimentares marinhos e lacustres.
Este processo pode destruir estruturas sedimentares presentes na fase de deposição do sedimento, traduzindo-se na redistribuição dos clastos e, em alguns casos, na alteração das suas características físicas. Estruturas preexistentes, como as que resultam da deposição em lâminas, são substituídas por novas estruturas associadas à actividade dos organismos.
Apesar de ocorrer próximo da superfície, a eogénese proporciona as condições para que se produzam importantes alterações na composição mineral dos sedimentos, essencialmente devido à precipitação de novos minerais e alterações químicas na superfície dos clastos.

##### Alterações mineralógicas durante a eogénese
As alterações mineralógicas que se produzem durante a eogénese dependem das características físico-químicas do ambiente onde se tenha depositado o sedimento. Por exemplo, a formação de pirite é característica das condições redutoras nos ambientes marinhos. Nesse caso, a pirite pode formar-se como cimento, ou substituir os materiais orgânicos, tais como fragmentos de madeira ou outros restos vegetais e animais.
Outras reacções importantes durante a eogénese incluem a formação de clorite, glauconite, ilite e óxidos de ferro (se nos poros está presente água e oxigénio).
A precipitação de feldspatos potássicos, os recobrimentos de quartzo e a formação de cimentos de carbonato são também comuns em ambientes deposicionais marinhos. Nos ambientes não marinhos, quase sempre prevalecem condições não oxidantes, o que significa que usualmente se geram óxidos de ferro em conjunto com minerais do grupo da caulinite. A precipitação de cimentos de quartzo e calcite também podem ocorrer em condições não marinhas.

#### Enterramento profundo (mesogénese)

Dissolução sob pressão dos grãos de silicatos.

Com o prosseguimento do processo de progressivo afundamento dos sedimentos em resultado da continuação da deposição, os processo de eogénese são progressivamente substituídos em resultados das crescentes pressões e temperaturas, pela redução da porosidade e crescente desidratação e pela drástica diminuição dos efeitos biológicos.
Quando estas condições de enterramento profundo ocorrem, em geral quando a espessura dos sedimentos suprajacentes se aproxima da centena de metros, considera-se que se inicia o processo de mesogénese.

##### Compactação
Nos sedimentos enterrados a maior profundidade, a pressão resultante da carga é elevada, o que conduz à densificação dos leitos, com a compressão dos clastos entre si, a redução da porosidade e o consequente adelgaçamento dos leitos.
Esta compactação faz aumentar a pressão entre os grãos, aumentando assim a  sua solubilidade e promovendo a sua sucessiva fragmentação. Como resultado, ocorre a dissolução parcial dos clastos, em particular se forem constituídos por minerais facilmente solúveis. Este processo é conhecido por formação de «soluções de pressão» ou «dissolução por pressão».
Do ponto de vista químico, o aumento da temperatura também pode causar aumento das taxas de reacção química, por alteração da cinética dos processos químicos subjacentes. Estas reacções tendem a aumentar a solubilidade da maioria dos minerais comuns (excepto dos evaporitos). Para além disso, as camadas delgadas e a porosidade diminuem, permitindo que ocorra a cimentação pela precipitação de sílica ou cimentos de carbonato mo espaço restante do poro.
Neste processo, os minerais cristalizam a partir de soluções aquosas que se movem através dos poros entre clastos. O cimento que se produz pode ter a mesma composição química que o sedimento ou ser química e mineralogicamente totalmente distinto.
Nos arenitos, os grãos estão em geral cimentados por sílica ou carbonato. O grau de cimentação depende da composição do sedimento. Por exemplo, nos arenitos líticos, a cimentação é menos extensa porque o espaço dos poros entre os grãos de areia é preenchido com uma matriz de lodo que deixa pouco espaço para a precipitação. Isto sucede também com frequência no caso dos argilitos. Como resultado da compactação, os sedimentos argilosos são relativamente impermeáveis.

##### Dissolução
Durante o enterramento profundo pode ocorrer a dissolução mais ou menos extensiva dos clastos e e dos cimentos matriciais previamente formados. As condições que promovem este efeitos são essencialmente as opostas às necessárias para a cimentação.
Nestes casos, fragmentos de rocha e minerais de baixa estabilidade, tais como plagioclases, piroxenas e anfíbolas, podem ser dissolvidos em consequência das temperaturas crescentes que resultam do aumento da profundidade e da presença de ácidos orgânicos na água intersticial. A dissolução dos clastos e cimentos aumenta a porosidade, particularmente nos arenitos.

##### Substituição mineral
O processo mediante o qual um mineral é dissolvido e um mineral formado por precipitação preenche o espaço libertado é conhecido por «substituição mineral».
A substituição pode ser parcial ou completa. A substituição completa destrói a identidade dos minerais originais ou fragmentos de rocha que conferem identidade à mineralogia original do sedimento, afectando a determinação posterior da sua origem e características deposicionais.
No processo de substituição mineral a porosidade também é geralmente afectada. Por exemplo, os minerais argilosos tendem a preencher os poros e, por consequência, reduzir a porosidade.

#### Telogénese
No decurso do processo de enterramento dos sedimentos pode ocorrer uma paragem ou mesmo um inversão e, em consequência, os depósitos siliclásticos se elevem como resultado de um evento orogénico ou da acção da erosão. Quando ocorre a elevação, os depósitos enterrados são expostos a condições ambientais radicalmente diferentes, em especial quando o processo traslada o material clástico até à superfície ou para as suas proximidades. Nestas novas circunstâncias, os sedimentos elevados ficam submetidos a temperaturas e pressões muito menores e sofrem a acção da água da chuva que é por natureza ligeiramente ácida.
Nestas condições, os grãos de cimento da matriz são de novo submetidos à dissolução a qual, por sua vez, aumenta a porosidade da rocha, facilitando e acelerando o processo. Por outro lado, a telogénese também pode contribuir para a transformação do material matricial em argilas, reduzindo por essa via a porosidade. O sentido e extensão destas alterações dependem das condições específicas a que a rocha esteja exposta, assim como da composição da rocha e da abundância e características químicas da água intersticial. A presença de materiais precipitáveis na água que circula pelos poros pode causar a precipitação adicional de cimentos de carbonato ou de sílica. Este processo também pode estimular a oxidação dos minerais que contenham ferro quando estes estejam presentes na matriz ou na superfície dos clastos.

## Aproveitamento industrial
Algumas rochas clásticas são objecto de aproveitamento industrial, de forma directa, como no caso das argilas e do loess na indústria cerâmica, outras através de processos industriais, como as margas para produção de cimentos ou diversos minérios para fins industriais.
Para além disso, as rochas clásticas, pela sua porosidade nalguns casos, ou pela sua capacidade de retenção noutros casos, são importantes na retenção de fluidos, com destaque para a água, formando alguns dos mais importantes aquíferos conhecidos, e para o petróleo e o gás natural, para os quais estes materiais constituem os principais reservatórios.
Quando existam fluidos mineralizados pode o depósito de minerais nos poros de formações como os arenitos e outros depósitos clásticos. É este o caso das mineralizações do tipo Almadén, relacionados com processos vulcânicos.
As formações arenosas podem actuar como material de retenção para iões metálicos, os quais se podem depositar preferencialmente nesses estratos ou ser arrastados em solução pelas águas que circulam através da formação. Entre outros casos, este mecanismo origina as jazidas de urânio do tipo "roll-front", nas quais a retenção ocorre em zonas com condições redutoras devido à concentração de matéria orgânica, fundamentalmente restos vegetais, que favorecem a redução do ião U6+ a U4+, muito menos móvel.
Também ocorrer acumulações de cobre, em "formações de cobre em estratos avermelhados", como as que existem nas regiões onde está presente a formação Kupferschiefer (Alemanha-Polónia), na formação de White Pine no Michigan (Estados Unidos) e no cinturão cuprífero africano (Zâmbia-Zaire).